# Stray
Stray é um jogo eletrônico de aventura desenvolvido pela BlueTwelve Studio e publicado pela Annapurna Interactive. A história acompanha um gato feral que cai em uma cidade murada subterrânea povoada por robôs, máquinas e bactérias mutantes, tentando retornar à superfície com a ajuda de um drone chamado B-12. A jogabilidade consiste em o jogador navegar pelo mundo ao pular entre plataformas ou escalar obstáculos, interagindo com o ambiente a fim de abrir novos caminhos e hackeando tecnologias para solucionar desafios. O jogador também precisa em certos momentos fugir dos antagonistas que tentam matá-lo.
O desenvolvimento de Stray começou em 2015 pelos diretores Colas Koola e Vivien Mermet-Guyenet, que queriam seguir com um projeto independente depois de trabalharem na Ubisoft Montpellier, fazendo uma parceria com a Annapurna Interactive. Os visuais do jogo foram influenciados pela Cidade Murada de Kowloon, que os desenvolvedores acharam que poderia ser apropriadamente explorada por um gato. A jogabilidade foi inspirada nos gatos dos próprios Koola e Mermet-Guyenet, com a equipe também estudando vídeos e imagens de gatos para pesquisa. Eles descobriram que jogar como um gato criava oportunidades interessantes para projeto de estágios. A decisão de povoar o mundo com personagens robóticos influenciou a narrativa.
Stray foi anunciado em 2020 e gerou grande antecipação. Após alguns adiamentos, ele foi finalmente foi lançado em 19 de julho de 2022 para Microsoft Windows, PlayStation 4 e PlayStation 5, com uma versão para Xbox One e Xbox Series X/S estreando em 10 de agosto de 2023. Em 5 de dezembro de 2023 foi lançada uma versão para macOS, e em 19 de novembro de 2024 foi lançada uma versão para Nintendo Switch. O título foi bem recebido pela crítica de forma geral, que elogiou o projeto artístico, jogabilidade, narrativa, elementos de plataforma e a trilha sonora, porém as sequências de combate e furtividade tiveram uma recepção mais mista. Stray foi indicado e venceu diversos prêmios, incluindo em categorias no Golden Joystick Awards e The Game Awards.

## Jogabilidade

A jogabilidade de Stray envolve o jogador navegar pelo ambiente, que pode ser feita ao pular entre plataformas e escalar obstáculos

Stray é um jogo eletrônico de aventura visto de uma terceira pessoa. O jogador controla um gato feral que consegue pular entre plataformas e escalar obstáculos. É possível abrir novos caminhos ao interagindo com os ambientes, como por exemplo entrar dentro de baldes, derrubar latas de tinta, operar máquinas de venda automática e arranhar objetos. O jogador precisa solucionar obstáculos para progredir na narrativa, frequentemente envolvendo mover objetos de lugar. Atividades opcionais incluem dormir, miar e aninhar-se com personagens não jogáveis, a maioria dos quais muitas vezes provocam uma resposta. Algumas fases possuem elementos de mundo aberto, o que permite que o jogador vague como desejar.
O jogador é acompanhado por um drone que traduz o idioma de outros personagens, armazena itens encontrados pelo mundo, proporciona iluminação e hackeia tecnologias para abrir caminhos e solucionar quebra-cabeças. O jogador pode encontrar várias memórias de B-12 no decorrer do jogo, proporcionando maior contexto para a história. A maioria dessas são opcionais, mas algumas são destravadas ao progredir pela narrativa. É possível coletar bótons, incluindo vários opcionais pelo mundo, que são exibidos na mochila do gato.
O mundo é povoado por robôs que frequentemente pedem para o jogador localizar objetos que revelam mais informações e progridem a narrativa. Alguns oferecem tarefas opcionais, como Morusque, que toca músicas ao receber partituras encontradas pela favela. O jogador pode interagir com a maioria dos robôs. Stray tem dois tipos de inimigos: zurks, uma grande bactéria mutante que pode enxamear e devorar o gato, e os Sentinelas, drones de segurança que tentam atirar no jogador assim que o veem. O jogador pode prender um equipamento a B-12 durante a maior parte do jogo que possibilita que este destrua os zurks, porém pode ser usado apenas por um período limitado antes de B-12 superaquecer e necessitar de um tempo para recarregar. É possível evitar os Sentinelas ao escapar de suas linhas de visão, indicadas por luzes.

## Enredo
Um grupo de quatro gatos de rua vagam por uma instalação industrial abandonada quando um deles se separa do resto após cair em um abismo, indo parar em uma cidade subterrânea deserta. O gato encontra um laboratório onde ajuda a fazer o download de uma inteligência artificial para o corpo de um pequeno drone chamado B-12. Este explica que costumava ajudar um cientista, mas boa parte de sua memória está corrompida e precisa de tempo para ser recuperada. B-12 promete ajudar o gato a voltar para a superfície e o acompanha mais fundo na cidade. Eles acabam descobrindo que apesar de não existirem mais humanos na cidade, seus servos robóticos, chamados de Companheiros, permanecem funcionando. Estes ganharam autoconsciência na ausência humana e construíram sua própria sociedade nas ruínas da cidade, mas também estão presos no subterrâneo. Além disso, as ruínas estão infestadas de zurks, bactérias mutantes que evoluíram para devorar tanto vida orgânica quanto robótica.
O gato e B-12 conhecem Momo, um membro dos Extramuros, um grupo de Companheiros dedicados a encontrar um meio até a superfície. Os dois, com a ajuda dos Extramuros, conseguem chegar no setor superior da cidade. Eles conhecem Clementine, outra Extramuro, que planeja roubar uma bateria atômica a fim de energizar um trem de metrô até a superfície. Os três são pegos e presos pelos Sentinelas, mas o gato consegue libertar todos. Clementine permanece para trás para atrasar os Sentinelas enquanto o gato e B-12 escapam pelo metrô, que os leva até o centro de controle da cidade. B-12 recupera suas memórias, revelando que originalmente era um cientista humano que tentou transferir suas memórias para um corpo robótico, mas o processo falhou até a chegada do gato. A cidade fora construída para proteger a humanidade de uma catástrofe ambiental na superfície, mas uma praga acabou por exterminar toda a população humana. B-12, percebendo que o legado da humanidade está agora com os Companheiros e o gato, se sacrifica para abrir as portas da cidade, expondo-a à luz do Sol que mata os zurks e os Sentinelas. O gato deixa a cidade para a superfície.

## Desenvolvimento
Os diretores Colas Koola e Vivien Mermet-Guyenet, os dois fundadores da BlueTwelve Studio, começaram a trabalhar em Stray em meados de 2015 pois desejavam ir atrás de um projeto independente depois de trabalharem na Ubisoft Montpellier. O projeto inicialmente recebeu o nome provisório de HK Project. A publicadora Annapurna Interactive entrou em contato com os dois em abril de 2016 depois deles terem compartilhado alguns vídeos do jogo no Twitter; Koola e Mermet-Guyenet tinham desenvolvido apenas algumas cenas iniciais, mas já tinham um direcionamento forte para o projeto final. A Annapurna ainda não tinha publicado um único jogo eletrônico na época que um acordo foi fechado, mas ajudou na construção da BlueTwelve pelos anos seguintes, proporcionando opiniões ocasionais, porém deixou que os desenvolvedores mantivessem sua liberdade criativa. Financiamento para o estúdio foi confirmado em abril de 2017 e a equipe de desenvolvimento cresceu até cinco pessoas no final de 2017. Koola e Mermet-Guyenet sabiam desde o início do desenvolvimento que queriam manter uma equipe pequena, pois preferiam trabalhar com comunicação direta. Uma equipe pequena também fez com que o escopo do título diminuísse com o passar do tempo, com o foco sendo direcionado para elementos que os desenvolvedores consideravam importantes. Os desenvolvedores, após a revelação do jogo, queriam se focar na produção e apenas começar a divulgação quando o desenvolvimento estivesse quase no fim. Eles acharam que a recepção da revelação adicionou pressão para entregarem uma experiência polida. O motor de jogo usado foi a Unreal Engine 4.

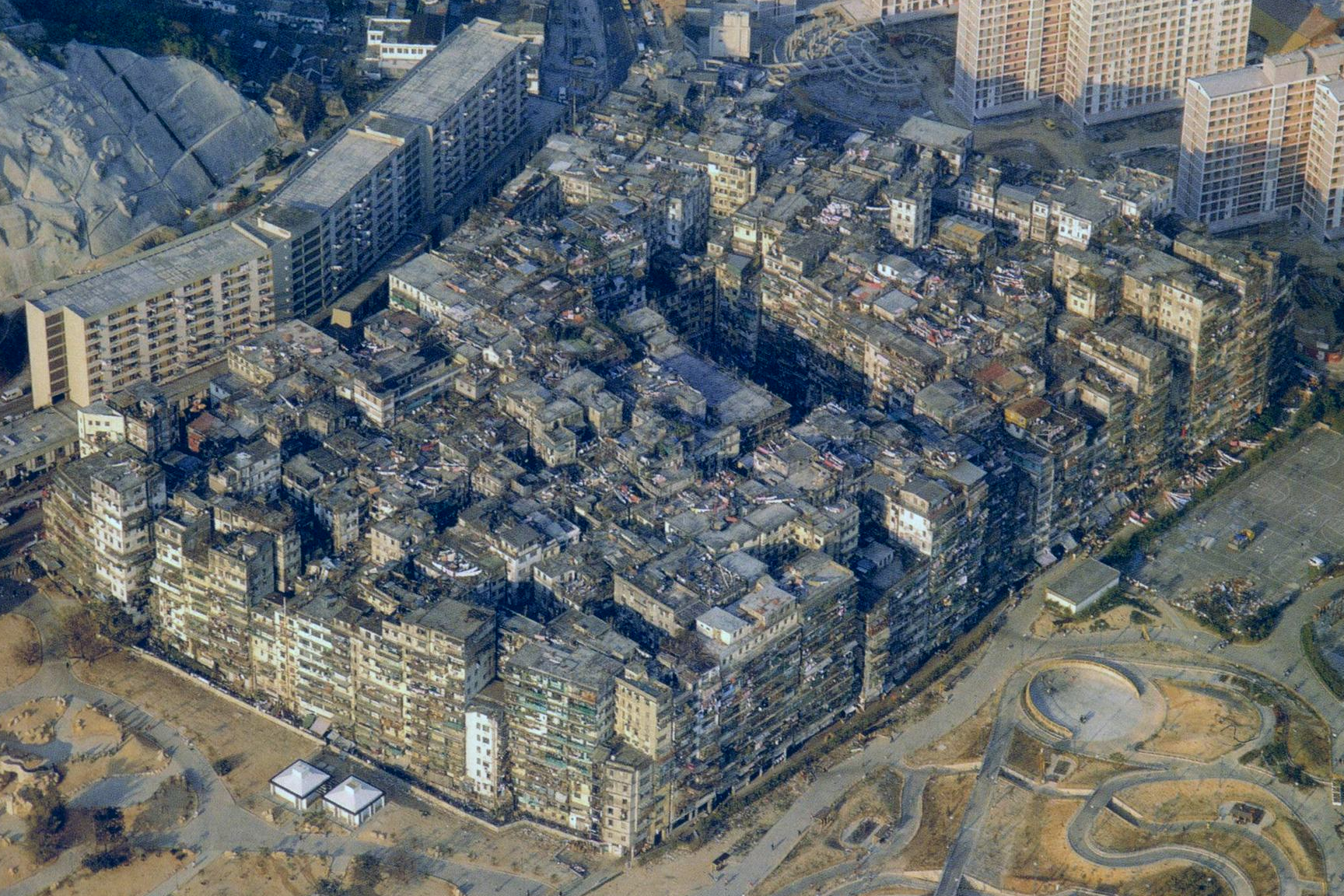
A estética de Stray foi influenciada pela Cidade Murada de Kowloon, que os desenvolvedores consideraram o "parquinho perfeito para um gato"

Stray foi muito influenciado esteticamente pela Cidade Murada de Kowloon, com Koola e Mermet-Guyenet gostando da construção orgânica da cidade e achando-a interessante para se abordar como artistas. Eles projetaram alguns testes gráficos dos ambientes e edifícios, descobrindo que a cidade era o "parquinho perfeito para um gato" devido aos vários caminhos e vistas. A equipe achou que a jogabilidade como um gato levava a oportunidades interessantes de projeto de jogo, particularmente em relação a elementos de plataforma e quebra-cabeça. Eles enfrentaram desafios artísticos e técnicos ao equilibrar projeto de jogo interessante com mundo aberto, pois itens tipicamente decorativos, como canos e ar-condicionados, são caminhos exploráveis em Stray. A Vila Formiga permitiu que a equipe experimentasse com um projeto vertical e que proporcionasse várias opções de caminho para o jogador. A BlueTwelve decidiu cedo evitar desafios tradicionais de plataforma, pois observaram vários jogadores teste errarem saltos e isto não parecia ser "coisa de gato". Segundo o produtor Swann Martin-Raget, os movimentos de um gato parecem mais suaves, o que levou a equipe a criar seu sistema de movimento guiado que ainda assim permitia liberdade de escolha. A equipe achou que os sons e vibrações do controle DualSense do PlayStation 5 adicionava à fisicalidade e interatividade de se jogar como um gato, enquanto o ângulo de câmera baixo levava a uma observação mais profunda do ambiente do que com um protagonista humano.
Elementos contrastantes foram importantes para os desenvolvedores, como por exemplo o "pequeno, orgânico e vívido" gato contrastando com os "angulares e arrojados" robôs. Mermet-Guyenet inicialmente criou alguns personagens não jogáveis humanos para serem usados no mundo, mas ficou insatisfeita com o resultado e percebeu que a alta qualidade visual necessária exigiria muito tempo de trabalho de uma equipe pequena. A equipe experimentou com robôs e os acharam mais fáceis de colocar nas cenas, também gostando do contraste com o gato. A inclusão dos robôs inspirou mais elementos da história, com a equipe achando adequado devido sua fascinação com filmes como Blade Runner. O idioma dos robôs escrito pelo mundo foi adicionado para fazer os jogadores se sentirem como se estivessem em um lugar estrangeiro; sua inclusão levou ao desenvolvimento da história pregressa do mundo. B-12 foi adicionado como o companheiro do gato a fim de disponibilizar mais habilidades ao jogador, como interação com tecnologia. Tanto B-12 e a mochila do gato foram concebidos cedo no desenvolvimento enquanto o jogo ainda era conhecido como HK Project.
A experiência de jogabilidade foi especificamente inspirada por Murtaugh e Riggs, os gatos de Koola e Mermet-Guyenet, além de Oscar e Jun, os gatos do estúdio. Murtaugh tinha sido um gato feral encontrado embaixo de um carro em Montpellier e foi a principal inspiração para o protagonista, enquanto Oscar, um sphynx sem pelos, foi a referência para a animação. Jophray Mikolajczyk, o animador de gato, estudou imagens e vídeos de gatos para pesquisa, trabalhando junto com o programador de gato Rémi Bismuth com o objetivo de encontrar um equilíbrio entre animações suaves e jogabilidade agradável. A maioria dos membros da equipe eram donos de gatos, o que proporcionou inspiração constante e materiais de referência. A equipe descobriu que suas escolhas tinham sido bem-sucedidas quando os gatos do estúdio começaram a reagir e interagir com o gato do jogo. Apesar da BlueTwelve ter descrito Stray como uma "carta de amor" aos gatos da equipe, o estúdio intencionalmente evitou criar um jogo de simulação, optando por jogabilidade interessante sobre realismo completo. As sequências de ação foram adicionadas a fim de proporcionar algum um estresse ao jogador, com os desenvolvedores querendo construir um ritmo para manter o progresso da história. A sequência em que o jogador mata zurks foi encarada como uma vingança de Koola e Mermet-Guyenet por uma infestação de percevejos que sofreram. A interface de usuário foi mantida a mínima possível, com direções integradas ao mundo de jogo para guiar o jogador.

## Lançamento
Stray foi anunciado em 11 de junho de 2020 durante o evento Future of Gaming de revelação do PlayStation 5 para Microsoft Windows, PlayStation 4 e PlayStation 5. A janela de lançamento foi primeiro anunciada como outubro de 2021 durante um trailer de janeiro, porém isso foi depois removido. A Annapurna revelou em julho uma nova janela de lançamento para início de 2022 durante um trailer de jogabilidade, mas o título acabou adiado em abril de 2022 para mais adiante no ano. Uma apresentação State of Play do PlayStation em junho confirmou a data de lançamento como 19 de julho de 2022. Stray foi disponibilizado na estreia para assinantes da PlayStation Plus nos níveis Extra, Deluxe e Premium. Duas versões físicas foram lançadas pela iam8bit e Skybound Games: a versão de varejo padrão para PlayStation 5 estreou em 20 de setembro de 2022 e a de PlayStation 4 em 8 de novembro, ambas contendo seis cartas com artes do jogo; enquanto uma Edição Exclusiva para PlayStation 4 e PlayStation 5 com um pôster adicional e um emblema bordado foi disponibilizada no final de 2022. A iam8bit também disponibilizou uma versão da trilha sonora original em vinil para o início de 2023. Uma versão para Xbox One e Xbox Series X/S foi lançada em 10 de agosto de 2023, e uma versão para macOS foi lançada em 5 de dezembro de 2023.
O título foi muito antecipado depois de seu anúncio. Ficou em primeiro nos mais desejados da Steam antes do lançamento, quebrando recordes da Annapurna para número de jogadores simultâneos após a estreia com mais de 62 mil, também tornando-se o título mais bem avaliado pelos jogadores da plataforma no ano até então. Stray foi o jogo e PlayStation 4 e PlayStation 5 mais baixado na América do Norte em julho, ficando em segundo para PlayStation 5 e terceiro para PlayStation 4 na Europa; em agosto foi o quinto mais baixado de PlayStation 5 e o sexto de PlayStation 4 na América do Norte, e o quinto em ambas as plataformas na Europa; em setembro foi o décimo nono de PlayStation 5 na Europa. Vídeos de gatos assistindo Stray viralizaram, com uma conta dedicada no Twitter chamada @CatsWatchStray atraindo mais de 32 mil seguidores. A Annapurna fez parcerias com várias caridades a fim de arrecadar dinheiro para gatos de rua ao proporcionar prêmios e incentivos para doações.

## Recepção

### Crítica
Stray recebeu "resenhas geralmente favoráveis" de acordo com o agregador de resenhas Metacritic, que indica um índice de aprovação de 83/100 para PlayStation 5 e 82/100 para Microsoft Windows, baseado respectivamente em 99 e 41 resenhas. Chris Scullion da Video Games Chronicle o considerou como um dos melhores lançamentos da Annapurna Interactive, enquanto Andrew Webster do The Verge o nomeou como um dos melhores jogos do ano até então. Kelsey Raynor da VG247 descreveu o título como "um emocionante conto de perda, solidão, destruição ambiental", já Sam Machkovech da Ars Technica afirmou que Stray era uma mistura da "exploração misteriosa e atmosférica" de Half-Life com o "capricho infantil de um filme clássico do Studio Ghibli".
A qualidade gráfica e direção de arte foram elogiadas, particularmente a iluminação. Alyse Stanley do The Washington Post descreveu Stray como "uma aula magistral em narrativa ambiental e projeto de nível", elogiando as direções sutis dadas aos jogadores. Bill Lavoy da Shacknews que o mundo de jogo era um dos mais bonitos já projetados, destacando a atenção aos detalhes em cada ambiente, mas criticou a ausência de opções gráficas. Ari Notis da Kotaku comparou as cenas cinemáticas aos jogos de estúdios como Naughty Dog. Sam Loveridge da GamesRadar+ achou que a atmosfera era única, descrevendo o mundo como "um lugar deslumbrante para apenas existir nele". Blake Hester da Game Informer também elogiou como explorar o mundo era divertido. Stephen Tailby da Push Square escreveu que o jogo transmitia uma atmosfera de melancolia e esperança. Jordan Oloman da NME considerou que a construção do mundo de Stray era seu elemento mais forte, porém destacou que não alcançava os níveis de inteligência e sutileza que outros títulos como Nier: Automata. Rachel Kaser da VentureBeat achou que os níveis infestados por zurks estavam entre os piores visualmente, com alguns outros críticos notando pequenos problemas técnicos. William Hughes da The A.V. Club achou que o conceito de uma cidade subterrânea povoada por robôs pareceu uma "pilha de Lego de elementos de jogos eletrônicos pré-prontos". Sisi Jiang, também da Kotaku, achou que Stray era um exemplo problemático de tecno-orientalismo.

A qualidade gráfica e direção de arte de Stray foram muito elogiadas pela crítica, especialmente seu uso da iluminação

Katharine Castle da Rock Paper Shotgun afirmou que assumir o controle de um gato "é pelo menos 50% do apelo aqui". A recriação do comportamento de um gato foi elogiada, com críticos gostando das animações e controles fáceis, além da imersão de movimento e navegação, porém alguns perceberam às vezes controles e ângulos de câmera desajeitados. Raynor comentou que esperava uma jogabilidade repetitiva, mas no final achou que ela mantinha entretenimento constante. Keza MacDonald do The Guardian considerou que Stray era "um excelente exemplo de como uma mudança de perspectiva pode elevar uma ambientação ficcional a qual ficamos acostumados". Scullion achou que a jogabilidade de plataforma era simples mas eficaz, enquanto Alessandro Barbosa da GameSpot elogiou o ritmo equilibrado entre as sequências de jogabilidade. Pauline Leclercq da Jeuxvideo achou que os quebra-cabeças em geral não eram muito difíceis, mas acabavam melhorando na segunda metade, já Hughesos achou repetitivos com o passar do tempo. Gabriel Zamora da PC Magazine ficou decepcionado com a falta de opções de plataforma, enquanto Josh Harmon da Electronic Gaming Monthly escreveu que o loop primordial da jogabilidade de objetivos e quebra-cabeças "parece muito não-felino".
Kyle LeClair da Hardcore Game achou que Stray tinha "uma história incrível com temas profundos para descobrir e grandes momentos emocionais no decorrer do caminho". Vários críticos ficaram surpresos com os temas da narrativa diante do conceito básico de jogabilidade. Stanley os achou memoráveis, já Hester os considerou simples mas eficazes. Webster reconheceu "temas indo desde desigualdade de riqueza até desastre ambiental", também achando o final trágico e bonito. Barbosa também achou o final satisfatório, salientando que ele permitia uma reflexão sobre os relacionamentos dos personagens. Alexis Ong da Polygon identificou temas relacionados com o desenvolvimento democrático em Hong Kong, especialmente sobre brutalidade da polícia chinesa e os protestos de 2019 e 2020, salientando o título provisório HK Project. Os críticos também elogiaram os personagens robôs, descritos por Nat Smith da PCGamesN como "caprichosos e surpreendentemente humanos". Loveridge achou que as interações direcionavam a narrativa, estando abordando temas como dificuldades e amizade. Raynor também achou que as amizades eficazes e emocionantes. Tanto Kaser quanto John Bailes da PC Gamer comentaram como desenvolveram grande apego ao gato protagonista, sentimento similar de Castle em relação ao gato e à B-12.
A trilha sonora também foi muito elogiada pela crítica, sendo descrita como uma das melhores do ano por Machkovech, que chegou a compará-la favoravelmente em relação à Half-Life. Scullion escreveu que a trilha "sabe exatamente quando evocar deslumbre, quando assustar o jogador e quando arrancar as irritantes cordas do nosso coração humano". Notis escreveu que tinha "uma pegada deliciosamente de jazz", enquanto Leclercq a achou apropriada para o mundo de jogo. LeClair e Lavoy gostaram principalmente das melodiais ambientais, incluindo aquelas tocadas pelo robô Morusque, além de partes da rádio dentro do jogo. Smith descreveu a música como "gentilmente otimista e abruptamente inquietante", elogiando o quanto a troca entre faixas ocorria de forma quase imperceptível dependendo da jogabilidade.
As sequências de combate dividiram as opiniões dos críticos, com alguns as achando tensas e excitantes, enquanto outros as acharam cansativas e mais desinteressantes do que outros elementos. As sequências de jogabilidade envolvendo os zurks, que chegaram a ser comprados por alguns críticos aos headcrabs da série Half-Life, foram descritas positivamente por Harmon como "mais autenticamente felinas", enquanto Loveridge achou que elas adicionavam equilíbrio aos momentos mais calmos. Damien Lawardorn da The Escapist achou que essas sequências eram um exemplo eficaz de body horror e entre os melhores e mais eficazes capítulos. Webster achou que elas adicionavam tensão, comparando-as com os enxames de ratos em A Plague Tale: Innocence, mas comentou que eles poderiam ficar frustrantes. Esta opinião foi compartilhada por Tom Marks da IGN e por Bailes, este último descrevendo os confrontos como "repetições de recuo e tiro". Oloman considerou as sequências como sendo muito diferentes do resto do jogo, já Hester as achou monótonas, mas gostou que eram raras. As mecânicas de furtividade também polarizaram as respostas: Bailes as achou divertidas, Zamora as descreveu como suficientes mas simplistas, enquanto Renata Price da Vice achou que iam "desde decentes até frustrantes".

### Prêmios

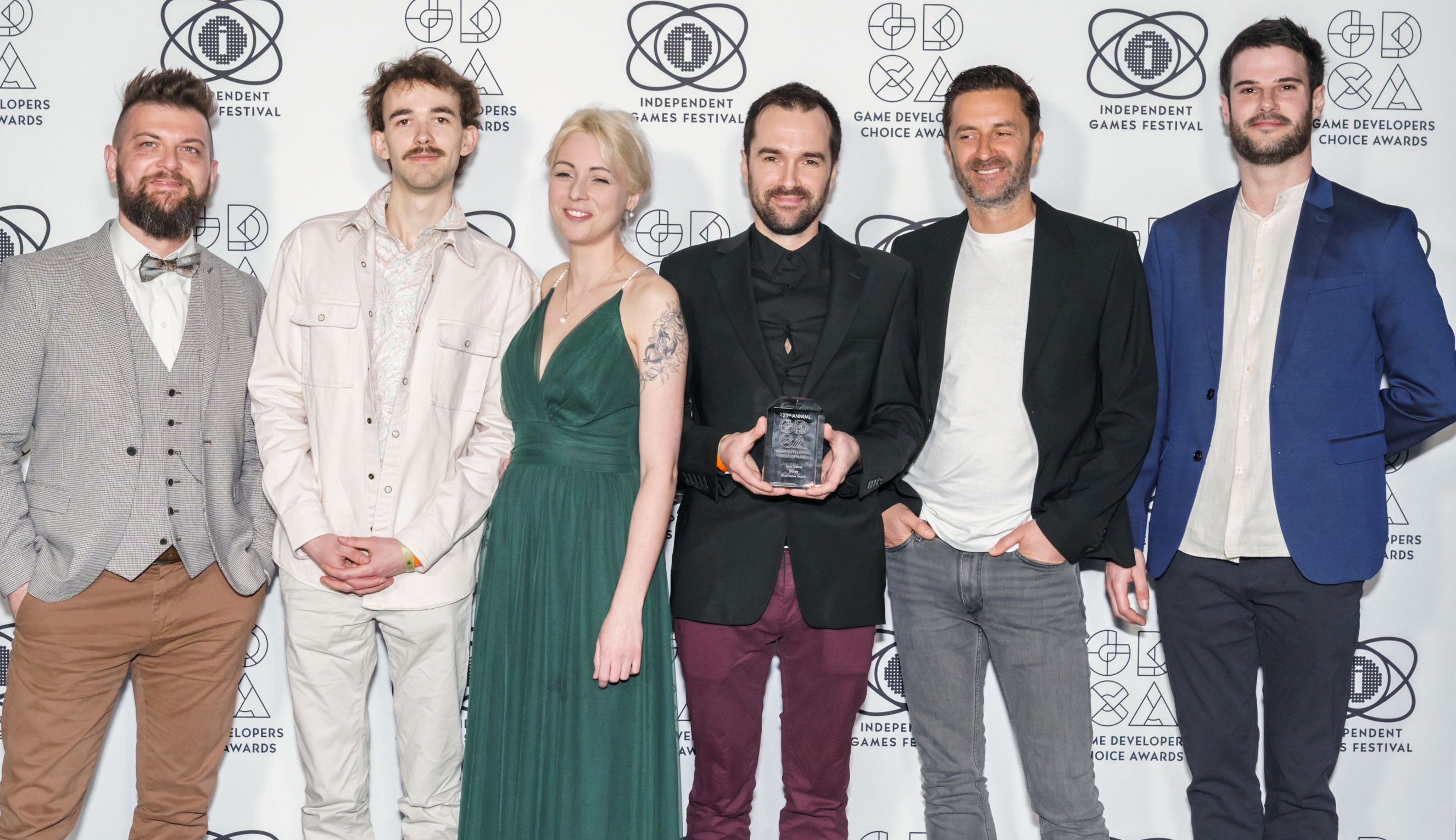
Desenvolvedors de Stray com o prêmio de Melhor Estreia no 23º Game Developers Choice Awards. Da esquerda para direita: programador de software Antonin Ferret, projetista de jogo Alexandre Brodu, artista 3D Clara Perrissol, produtor Swann Martin-Raget, projetista de nível Mathieu Audrain e animador Jean-Marie Vouillon

Stray venceu o prêmio de Jogo PlayStation do Ano no Golden Joystick Awards 2022 e Jogabilidade Mais Inovadora no The Steam Awards 2022. Ele foi indicado em seis categorias no The Game Awards 2022, incluindo como Jogo do Ano e Melhor Direção de Jogo, vencendo dois prêmios como Melhor Jogo Independente e Melhor Jogo Independente de Estreia. Stray foi escolhido pelo PlayStation.Blog como Melhor Jogo Independente do Ano e ficou em quarto lugar nas categorias Melhor Direção de Arte, Melhor Uso do DualSense, Jogo PlayStation 4 do Ano e Jogo PlayStation 5 do Ano, enquanto o gato protagonista ficou em segundo lugar na categoria de Melhor Novo Personagem. Recebeu indicações nas categorias de Jogo do Ano, Jogo de Aventura do Ano e Realização Extraordinária em Direção de Arte no 26º D.I.C.E. Awards.
O título venceu o prêmio de Melhor Projeto Sonoro para um Jogo Independente no 21º Game Audio Network Guild Awards, também vencendo o Prêmio dos Leitores da Gayming Magazine no Gayming Awards 2023. Stray empatou com Elden Ring no maior número de indicações no 23º Game Developers Choice Awards com seis, incluindo Jogo do Ano, vencendo na porém venceu apenas na categoria de Melhor Estreia. Recebeu nove indicações no 19º British Academy Games Awards, incluindo como Melhor Jogo, sendo indicado em Melhor Roteiro de Jogo no 58º Nebula Awards. Stray também apareceu em várias listas de melhores do ano de diversas publicações, incluindo segundo lugar da PCGamesN, terceiro da GamesRadar+, quarto do The Guardian, quinto da Time, sétimo da Empire e Vulture, oitavo da Digital Trends, décimo da GQ, décimo primeiro da Den of Geek e presente na lista não-numerada do The Washington Post.
| Prêmio                              | Data                    | Categoria                                       | Resultado      | Ref           |
| ----------------------------------- | ----------------------- | ----------------------------------------------- | -------------- | ------------- |
| Golden Joystick Awards 2022         | 22 de novembro de 2022  | Jogo PlayStation do Ano                         | Venceu         | [ 85 ]        |
| The Game Awards 2022                | 8 de dezembro de 2022   | Jogo do Ano                                     | Indicado       | [ 87 ] [ 88 ] |
| The Game Awards 2022                | 8 de dezembro de 2022   | Melhor Direção de Jogo                          | Indicado       | [ 87 ] [ 88 ] |
| The Game Awards 2022                | 8 de dezembro de 2022   | Melhor Direção de Arte                          | Indicado       | [ 87 ] [ 88 ] |
| The Game Awards 2022                | 8 de dezembro de 2022   | Melhor Jogo Independente                        | Venceu         | [ 87 ] [ 88 ] |
| The Game Awards 2022                | 8 de dezembro de 2022   | Melhor Jogo de Ação/Aventura                    | Indicado       | [ 87 ] [ 88 ] |
| The Game Awards 2022                | 8 de dezembro de 2022   | Melhor Jogo Independente de Estreia             | Venceu         | [ 87 ] [ 88 ] |
| The Steam Awards 2022               | 3 de janeiro de 2023    | Jogo do Ano                                     | Indicado       | [ 86 ]        |
| The Steam Awards 2022               | 3 de janeiro de 2023    | Jogabilidade Mais Inovadora                     | Venceu         | [ 86 ]        |
| 26º D.I.C.E. Awards                 | 23 de fevereiro de 2023 | Jogo do Ano                                     | Indicado       | [ 90 ]        |
| 26º D.I.C.E. Awards                 | 23 de fevereiro de 2023 | Realização Extraordinária em Direção de Arte    | Indicado       | [ 90 ]        |
| 26º D.I.C.E. Awards                 | 23 de fevereiro de 2023 | Jogo de Aventura do Ano                         | Indicado       | [ 90 ]        |
| 23º Game Developers Choice Awards   | 22 de março de 2023     | Jogo do Ano                                     | Indicado       | [ 93 ]        |
| 23º Game Developers Choice Awards   | 22 de março de 2023     | Melhor Áudio                                    | Indicado       | [ 93 ]        |
| 23º Game Developers Choice Awards   | 22 de março de 2023     | Melhor Estreia                                  | Venceu         | [ 93 ]        |
| 23º Game Developers Choice Awards   | 22 de março de 2023     | Melhor Projeto                                  | Indicado       | [ 93 ]        |
| 23º Game Developers Choice Awards   | 22 de março de 2023     | Prêmio de Inovação                              | Indicado       | [ 93 ]        |
| 23º Game Developers Choice Awards   | 22 de março de 2023     | Melhor Tecnologia                               | Menção Honrosa | [ 93 ]        |
| 23º Game Developers Choice Awards   | 22 de março de 2023     | Melhor Arte Visual                              | Indicado       | [ 93 ]        |
| 21º Game Audio Network Guild Awards | 23 de março de 2023     | Melhor Projeto Sonoro para um Jogo Independente | Venceu         | [ 91 ]        |
| 19º British Academy Games Awards    | 30 de março de 2023     | Melhor Jogo                                     | Indicado       | [ 95 ]        |
| 19º British Academy Games Awards    | 30 de março de 2023     | Animação                                        | Indicado       | [ 95 ]        |
| 19º British Academy Games Awards    | 30 de março de 2023     | Realização em Áudio                             | Indicado       | [ 95 ]        |
| 19º British Academy Games Awards    | 30 de março de 2023     | Jogo de Estreia                                 | Indicado       | [ 95 ]        |
| 19º British Academy Games Awards    | 30 de março de 2023     | Música                                          | Indicado       | [ 95 ]        |
| 19º British Academy Games Awards    | 30 de março de 2023     | Narrativa                                       | Indicado       | [ 95 ]        |
| 19º British Academy Games Awards    | 30 de março de 2023     | Propriedade Original                            | Indicado       | [ 95 ]        |
| 19º British Academy Games Awards    | 30 de março de 2023     | Realização Técnica                              | Indicado       | [ 95 ]        |
| 19º British Academy Games Awards    | 30 de março de 2023     | Jogo do Ano EE                                  | Indicado       | [ 95 ]        |
| 58º Nebula Awards                   | 14 de maio de 2023      | Melhor Roteiro de Jogo                          | Pendente       | [ 96 ]        |